# Lycée Pierre-de-Fermat
O Lycée Pierre-de-Fermat também chamado simplesmente de Pierre-de-Fermat, é um instituto público de ensino secundário e superior, localizado no Parvis des Jacobins de Toulouse, nas imediações do Capitólio de Toulouse; Ocupa um grande espaço no centro da cidade como o Hôtel de Bernuy. Adjacente ao claustro e à igreja dos jacobinos.
No início do ano letivo de 2021, o instituto conta com 9 turmas de segundo, primeiro e último ano de uma média de 30 alunos para um total de pouco mais de 1.800 alunos, incluindo 950 alunos de Aulas Preparatórias para as grandes escolas (CPGE).

## Alunos famosos
- Christophe Breuil, um matemático francês
- Edmund Dulac, um ilustrador de revistas, ilustrador de livros e designer de selos orientalista franco-britânico

## Ligação externa
- Página oficial